# Stretchbroek
Een stretchbroek is een broek, geschikt voor personen van verschillende gestaltes. Het voordeel van een stretchbroek is dat de broek meerekt wanneer deze wordt aangetrokken. Iemand die gezetter is dan een ander persoon kan zo toch dezelfde broek kopen, hierdoor zijn er minder verschillende maten nodig. Stretchbroeken zijn vooral in de jaren 90 erg populair geworden. Doordat ze meerekken zitten ze meestal strak om het lichaam heen.